# El amor de María Isabel
El amor de María Isabel é um filme mexicano lançado em 1968, dirigido por Federico Curiel e Roberto Gómez Bolaños e escrito por Yolanda Vargas Dulché e Edmundo Báez. É a sequência do filme María Isabel, lançado um ano antes, que por sua vez foi baseado na história em quadrinhos homônima publicada na revista Lágrimas Risas y Amor escrita por Yolanda Vargas Dulché.

## Elenco
- Silvia Pinal - María Isabel Sánchez.
- José Suárez - Ricardo Robles.
- Aldo Monti - Ariel.
- María Antonieta de las Nieves - Rosa Isela.
- Lucy Gallardo - Mireya.
- Norma Lazareno - Gloria Robles.
- Rogelio Guerra - Ernesto.
- Lucy Buj - Rosa Isela (jovem).
- Tito Junco - Don Félix Pereira.
- Sergio Barrios.
- Josefina Escobedo.
- José Luis Jiménez - Maestro.
- Amado Zumaya - Tata.